# 沃氏方頭魚
沃氏方頭魚，又稱沃氏馬頭魚，為輻鰭魚綱刺尾鯛目弱棘魚科方頭魚屬的其中一種，分布於西太平洋區，包括澳洲、新喀里多尼亞、巴布亞紐幾內亞海域，棲息深度100-250公尺，體長可達40公分，生活在大陸棚，為底棲性魚類，屬肉食性，以魚類、軟體動物、甲殼類、多毛類等為食。

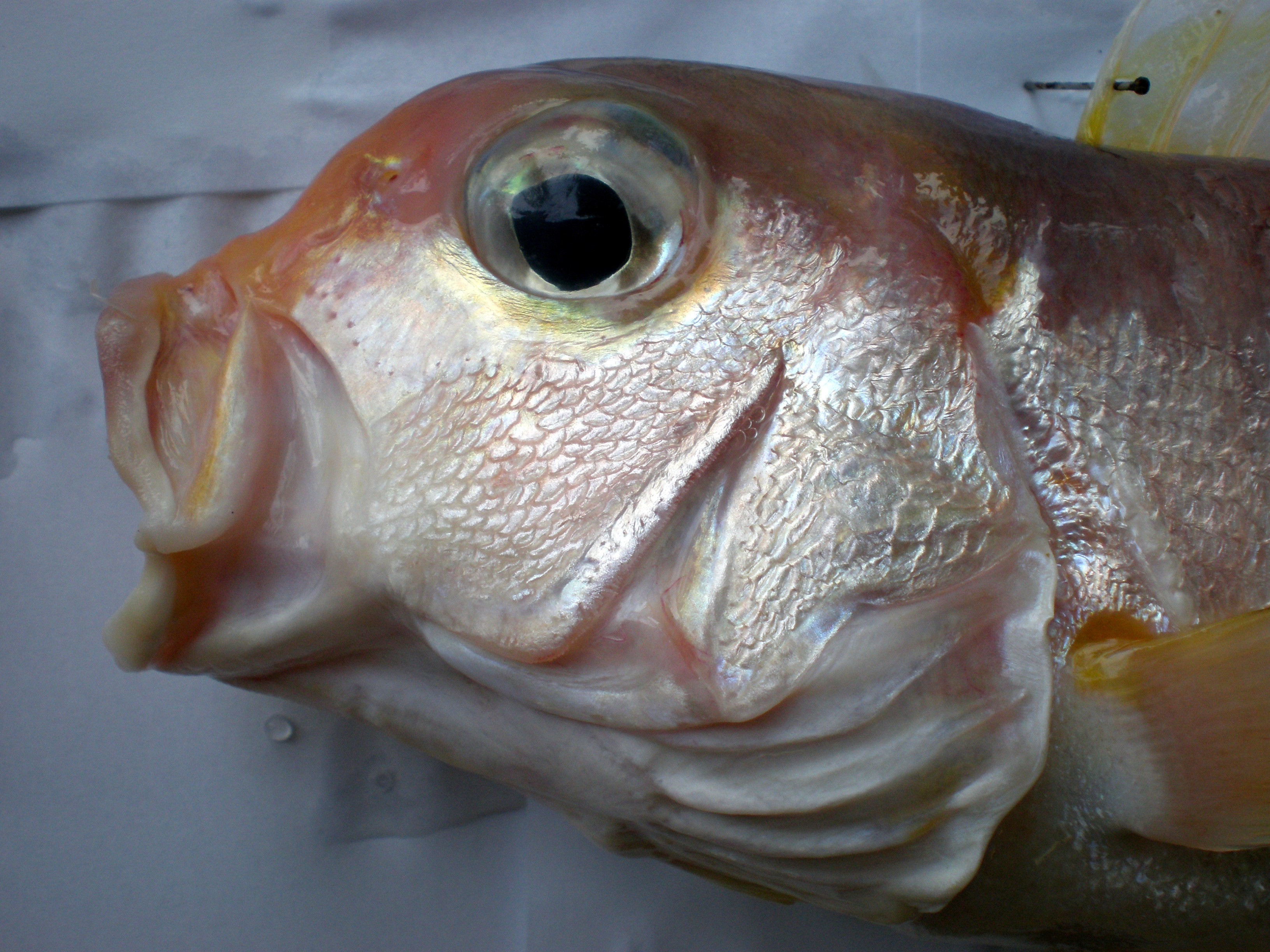
Branchiostegus wardi
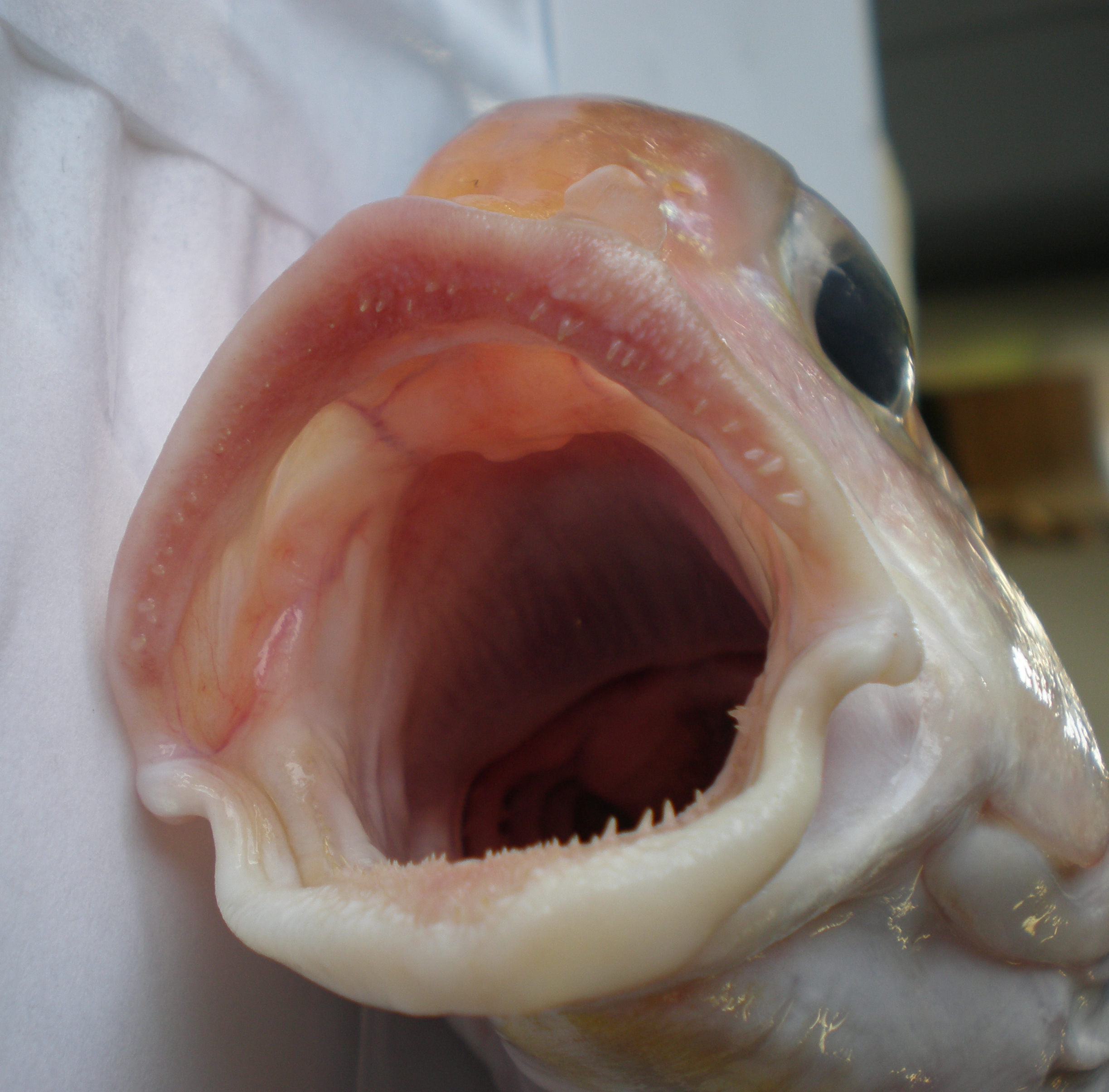
Branchiostegus wardi
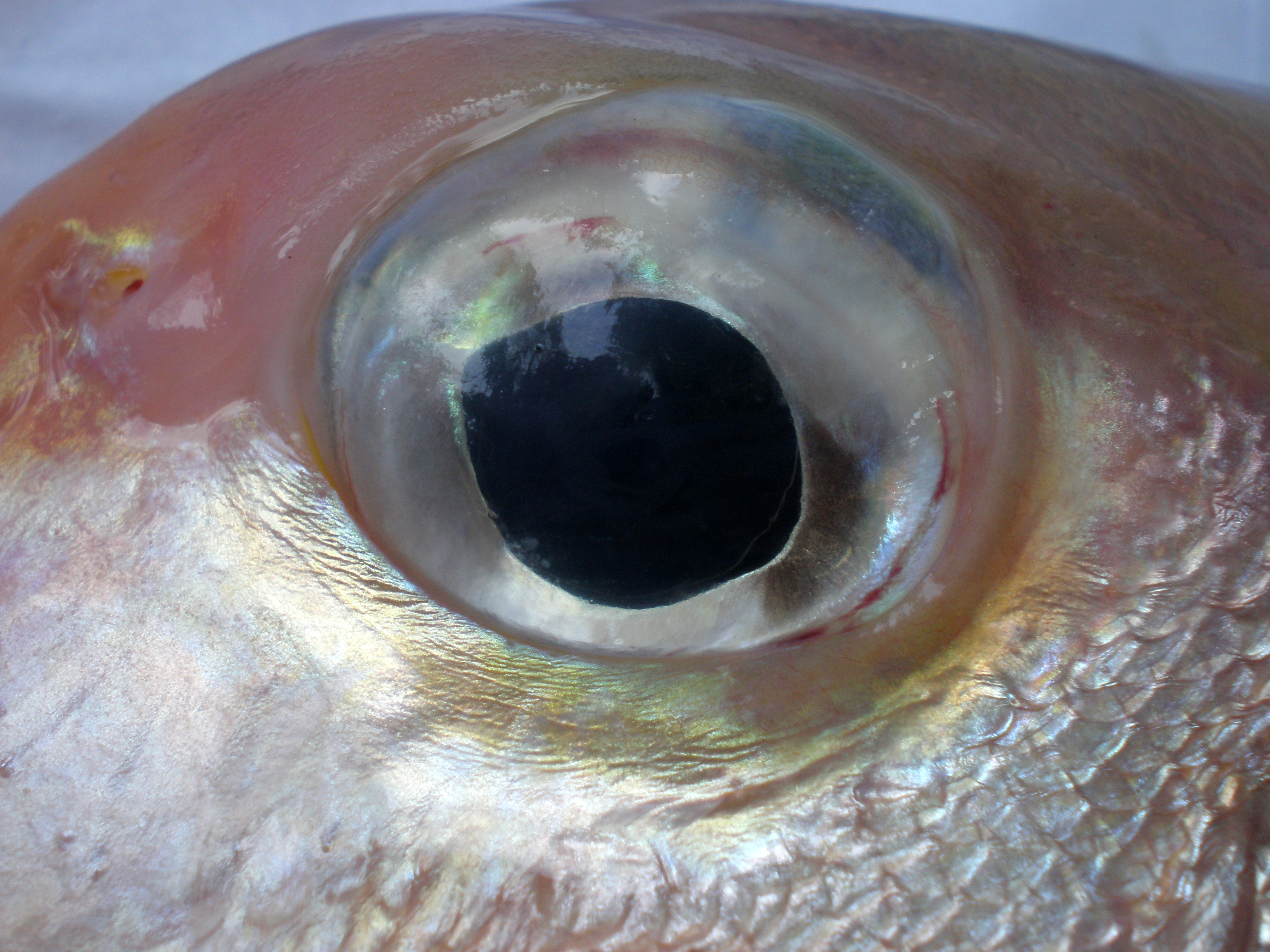
Branchiostegus wardi

## 擴展閱讀
維基物種上的相關：沃氏方頭魚